# شارع تعز (حارة)

تعديل مصدري - تعديل

شارع تعز إحدى حارات مدينة القاعدة بمحافظة إب، بلغ تعداد سكانها 735 نسمة حسب تعداد اليمن لعام 2004.